# Stichting Popcollectief the Note

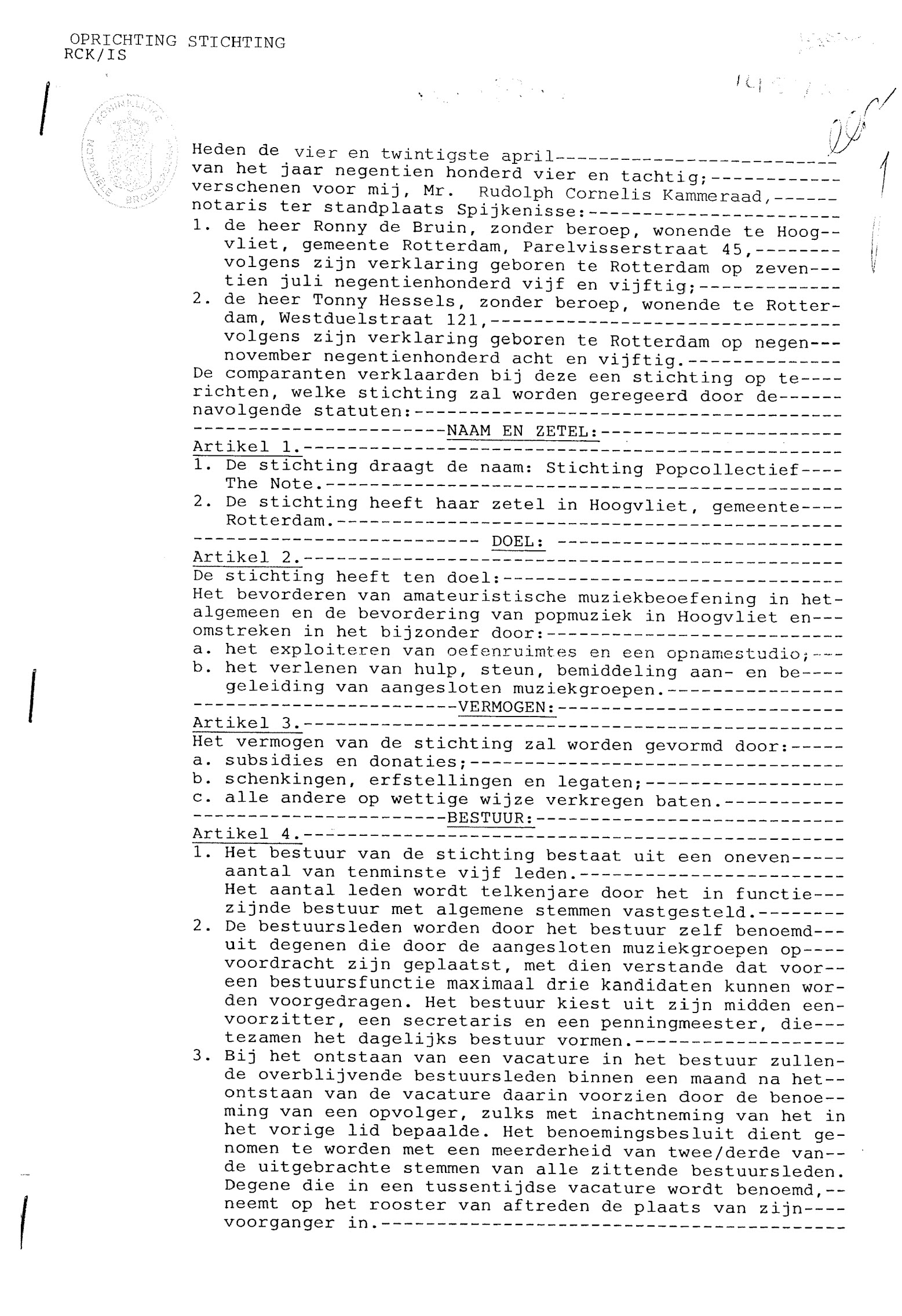
Statuten 'Stichting Popcollectief the Note' uit 1984

Stichting Popcollectief The Note, of Studio the Note was een muziekoefenruimte en opnamestudio zonder winstoogmerk, opgericht op 24 april 1984 door Ronny de Bruin en Tonny Hessels in Hoogvliet.

## Levensloop
De stichting werd opgericht door twee heren die beiden als doelstelling hadden om de popmuziek in de jaren 80 te laten floreren.
Toen het programma De Uitdaging in 1990 de boksschool van Jan Schildkamp ging renoveren (lees: volledig bouwen), werd The Note volledig afgehuurd door de AVRO om hun apparatuur in op te slaan.
Tot het vertrek van voorzitter Guus Backeland bezat de stichting ook een, voor die tijd, moderne opname-installatie waar demo’s opgenomen konden worden. Onder anderen Sinister, Helloïse en Patricia Paay hebben er een demo opgenomen.
Kenmerkend voor de stichting was dat feesten pas later gegeven werden. Zo werden onder andere nieuwjaarsrecepties pas in de maand maart gegeven. En het 25 jarig bestaan in 2009 werd in 2007 groots gevierd, omdat men een fout in de oprichtingsdatum had gemaakt bij de planning.

### Laatste jaren
Omdat het een huurpand betrof en er geen onderhoud op gepleegd werd, gingen steeds meer onderdelen van het pand, een oude school aan aan de Traviataweg, stuk. Toiletten die na 30 jaar volledig verkalkt waren in de binnenvoering, scheuren in de wanden, mierennesten die zich tussen de wanden hadden gevestigd etc, etc. Nadat ook aanbod van bands die hier oefenden slonk, werd in oktober 2013 besloten om de stekker uit de stichting te trekken.

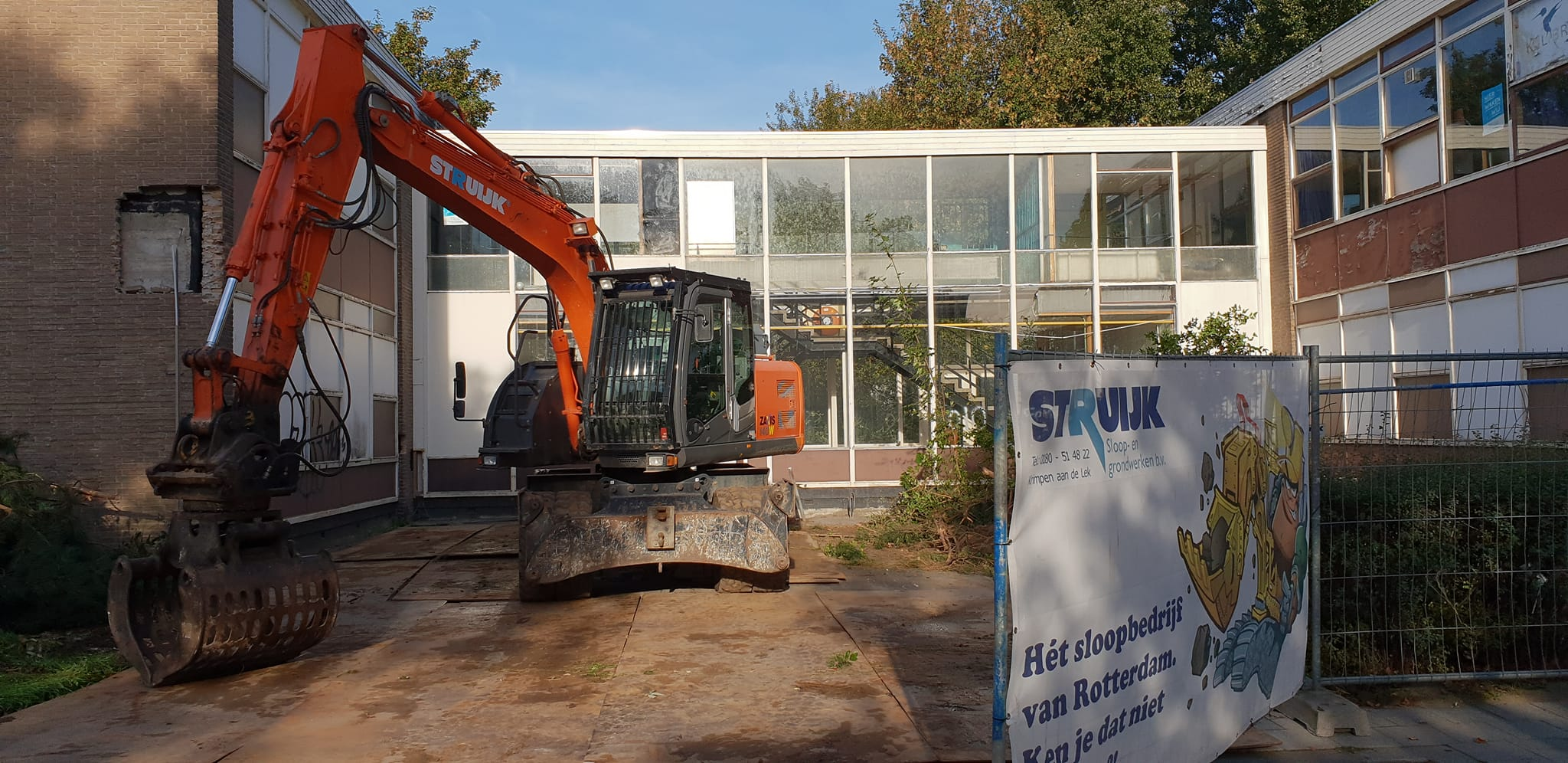
Sloop van 'the Note'

## Bands die er oefenden
- All in the Game
- As long as it Burns
- Blind Justice
- Bluesiastic
- Boink!
- Brainshake
- Breach
- Brother Booze
- C-United
- Desert
- Dolly Dogger
- Don't forget the Bell
- Drummer
- van Duren Experiance
- Ear Danger
- Ernst van Ee
- Exit to Eden
- Freaks Unlieshed
- Fueled
- Gospel Liberashon
- Hairy Few
- Hangover Hero
- Happy Jembe
- Hard Zat
- Hatred and Anger
- Helloïse
- the Hilll
- Highway Chile
- Houwitser
- Hypocreed
- I Mind
- Illumination
- IMP
- Infinit Dawn
- Iskander
- Jammers
- Jazz Setters
- Jet Z
- Just for Fun Band
- Kwisthout
- Lesswood Band
- Lewis
- Librium
- Low Budget
- Mazuma
- Members Only
- the Merkin
- Mezzed Up
- Millennium Project
- Mot Maar
- Motorblok
- Mr Man
- Mummyfied
- New Project
- N2O
- Obtruncation
- On the Double
- Padiblong
- Picklelegaz
- Piligrosso
- Purple Playground
- Second Chance
- Shadow Skin
- Shinkicker
- Sinister
- Six Eleven
- Stereo X
- Stuurloos
- Team Two
- Thanatos
- TIC (The Internet Connection)
- Tjeddi
- Tormentor
- Tricks 'n Licks
- Wait a Minute
- We the Gods
- Wolfpack
- Zonder Filter

## Voorzitters
- ???? tot 1998: Guus Backeland
- 1998 tot 2002: Mike Uhlenhop
- 2002 tot 2003: Martin Simmons
- 2003 tot 2004: Lies Fiering
- 2004 tot 2006: Chris Gustav Karreman
- 2006 tot 2008: Alexander Robertes Adrianus Leonardus van Oldenbarneveld, genaamd Witte Tulling
- 2008 tot 2013: Matthieu van Leijen